# Blur: The Best of
Pour les articles homonymes, voir Best of.
Albums de Blur
The 10 Year Limited Edition Anniversary Box Set
(1999) Think Tank
(2003)
Blur: The Best of est une compilation de 17 des 23 singles du groupe de rock britannique Blur, parus entre 1990 et 2000 ainsi que le titre This Is a Low, non produit en tant que single.
Cet album, double suivant l'édition, sort en octobre 2000 et marque la fin de la collaboration entre le groupe et le label Food Records. Il est publié en CD, cassette, MiniDisc, double vinyle 12".

## Présentation
Une édition spéciale et limitée de la compilation comprend un second disque composé d'un enregistrement live au Wembley Arena, le 11 décembre 1999 à l'occasion de la Blur Singles Night.
Parallèlement, est, également, diffusée une déclinaison digipack de celui-ci sur support vidéo (VHS et DVD), sortie à la même date, et qui regroupe les 22 clips du groupe produits sur cette même période.
L'album, qui a des ventes durables, atteint la 3e place du UK Albums Chart, dans le pays natal du groupe, le Royaume-Uni, à l'automne 2000, tout en ne faisant qu'une faible percée dans les charts américains, ne se classant que 186e au Billboard 200.
La pochette est l'œuvre de l'artiste Julian Opie. Les peintures originales de cet album, représentant les membres du groupe, se trouvent à la National Portrait Gallery de Londres, en Angleterre. Dans sa composition — quatre carrés de couleur avec au centre de chacun le dessin du visage d'un membre du groupe —, cette pochette présente, ainsi, certaines similitudes avec celle de l'album Hot Space de Queen (1982).
Blur: The Best of a une réception critique largement positive. Grâce aux commentaires recueillis à partir de publications traditionnelles et spécialisées et colléctées par Metacritic, site d'agrégat d'évaluation populaire qui attribue une note normalisée de 100, l'album obtient un score moyen d'approbation globale de 88, basé sur des avis tous favorables, le plaçant dans la section « acclamation universelle ».
L'album est certifié disque d'or en Australie. Dans son pays d'origine, il obtient son premier disque de platine (300 000 exemplaires vendus) dans sa première semaine d'exploitation et, les ventes continuant, il sera certifié quadruple disque de platine au 23 juin 2017.

## Liste des titres
Toutes les chansons sont écrites et composées par Damon Albarn, Graham Coxon, Alex James et Dave Rowntree.
| Disque 1 : The Best of | Disque 1 : The Best of                         | Disque 1 : The Best of                                          | Disque 1 : The Best of | Disque 1 : The Best of | Disque 1 : The Best of | Disque 1 : The Best of | Disque 1 : The Best of | Disque 1 : The Best of | Disque 1 : The Best of |
| No                     | Titre                                          | Album original                                                  | Durée                  |                        |                        |                        |                        |                        |                        |
| ---------------------- | ---------------------------------------------- | --------------------------------------------------------------- | ---------------------- | ---------------------- | ---------------------- | ---------------------- | ---------------------- | ---------------------- | ---------------------- |
| 1.                     | Beetlebum                                      | Blur (1997)                                                     | 5:05                   |                        |                        |                        |                        |                        |                        |
| 2.                     | Song 2                                         | Blur                                                            | 2:02                   |                        |                        |                        |                        |                        |                        |
| 3.                     | There's No Other Way (Edited version)          | Leisure (1991)                                                  | 3:14                   |                        |                        |                        |                        |                        |                        |
| 4.                     | The Universal                                  | The Great Escape (1995)                                         | 4:00                   |                        |                        |                        |                        |                        |                        |
| 5.                     | Coffee and TV (Single Edit)                    | 13 (1999)                                                       | 5:18                   |                        |                        |                        |                        |                        |                        |
| 6.                     | Parklife                                       | Parklife (1994)                                                 | 3:07                   |                        |                        |                        |                        |                        |                        |
| 7.                     | End of a Century                               | Parklife                                                        | 2:47                   |                        |                        |                        |                        |                        |                        |
| 8.                     | No Distance Left to Run                        | 13                                                              | 3:26                   |                        |                        |                        |                        |                        |                        |
| 9.                     | Tender                                         | 13                                                              | 7:41                   |                        |                        |                        |                        |                        |                        |
| 10.                    | Girls and Boys (Single edit)                   | Parklife                                                        | 4:18                   |                        |                        |                        |                        |                        |                        |
| 11.                    | Charmless Man                                  | The Great Escape                                                | 3:33                   |                        |                        |                        |                        |                        |                        |
| 12.                    | She's So High (Edited version)                 | Leisure                                                         | 3:49                   |                        |                        |                        |                        |                        |                        |
| 13.                    | Country House                                  | The Great Escape                                                | 3:57                   |                        |                        |                        |                        |                        |                        |
| 14.                    | To the End (Edited version)                    | Parklife                                                        | 3:51                   |                        |                        |                        |                        |                        |                        |
| 15.                    | On Your Own                                    | Blur                                                            | 4:27                   |                        |                        |                        |                        |                        |                        |
| 16.                    | This Is a Low (Non produit en tant que single) | Parklife                                                        | 5:02                   |                        |                        |                        |                        |                        |                        |
| 17.                    | For Tomorrow (Visit to Primrose Hill extended) | Original, version plus courte sur Modern Life Is Rubbish (1993) | 6:02                   |                        |                        |                        |                        |                        |                        |
| 18.                    | Music Is My Radar                              | Titre inédit (2000)                                             | 5:29                   |                        |                        |                        |                        |                        |                        |
| 77:16                  |                                                |                                                                 |                        |                        |                        |                        |                        |                        |                        |

| Disque 2 : bonus "Édition limitée" - enregistrement live au Wembley Arena, le 11 décembre 1999 | Disque 2 : bonus "Édition limitée" - enregistrement live au Wembley Arena, le 11 décembre 1999 | Disque 2 : bonus "Édition limitée" - enregistrement live au Wembley Arena, le 11 décembre 1999 | Disque 2 : bonus "Édition limitée" - enregistrement live au Wembley Arena, le 11 décembre 1999 | Disque 2 : bonus "Édition limitée" - enregistrement live au Wembley Arena, le 11 décembre 1999 | Disque 2 : bonus "Édition limitée" - enregistrement live au Wembley Arena, le 11 décembre 1999 | Disque 2 : bonus "Édition limitée" - enregistrement live au Wembley Arena, le 11 décembre 1999 | Disque 2 : bonus "Édition limitée" - enregistrement live au Wembley Arena, le 11 décembre 1999 | Disque 2 : bonus "Édition limitée" - enregistrement live au Wembley Arena, le 11 décembre 1999 | Disque 2 : bonus "Édition limitée" - enregistrement live au Wembley Arena, le 11 décembre 1999 |
| No                                                                                             | Titre                                                                                          | Durée                                                                                          |                                                                                                |                                                                                                |                                                                                                |                                                                                                |                                                                                                |                                                                                                |                                                                                                |
| ---------------------------------------------------------------------------------------------- | ---------------------------------------------------------------------------------------------- | ---------------------------------------------------------------------------------------------- | ---------------------------------------------------------------------------------------------- | ---------------------------------------------------------------------------------------------- | ---------------------------------------------------------------------------------------------- | ---------------------------------------------------------------------------------------------- | ---------------------------------------------------------------------------------------------- | ---------------------------------------------------------------------------------------------- | ---------------------------------------------------------------------------------------------- |
| 1.                                                                                             | She's So High                                                                                  | 5:24                                                                                           |                                                                                                |                                                                                                |                                                                                                |                                                                                                |                                                                                                |                                                                                                |                                                                                                |
| 2.                                                                                             | Girls and Boys                                                                                 | 4:21                                                                                           |                                                                                                |                                                                                                |                                                                                                |                                                                                                |                                                                                                |                                                                                                |                                                                                                |
| 3.                                                                                             | To The End                                                                                     | 4:08                                                                                           |                                                                                                |                                                                                                |                                                                                                |                                                                                                |                                                                                                |                                                                                                |                                                                                                |
| 4.                                                                                             | End of a Century                                                                               | 3:00                                                                                           |                                                                                                |                                                                                                |                                                                                                |                                                                                                |                                                                                                |                                                                                                |                                                                                                |
| 5.                                                                                             | Stereotypes                                                                                    | 3:27                                                                                           |                                                                                                |                                                                                                |                                                                                                |                                                                                                |                                                                                                |                                                                                                |                                                                                                |
| 6.                                                                                             | Charmless Man                                                                                  | 3:31                                                                                           |                                                                                                |                                                                                                |                                                                                                |                                                                                                |                                                                                                |                                                                                                |                                                                                                |
| 7.                                                                                             | Beetlebum                                                                                      | 6:09                                                                                           |                                                                                                |                                                                                                |                                                                                                |                                                                                                |                                                                                                |                                                                                                |                                                                                                |
| 8.                                                                                             | M.O.R.                                                                                         | 3:09                                                                                           |                                                                                                |                                                                                                |                                                                                                |                                                                                                |                                                                                                |                                                                                                |                                                                                                |
| 9.                                                                                             | Tender                                                                                         | 6:20                                                                                           |                                                                                                |                                                                                                |                                                                                                |                                                                                                |                                                                                                |                                                                                                |                                                                                                |
| 10.                                                                                            | No Distance Left to Run                                                                        | 4:09                                                                                           |                                                                                                |                                                                                                |                                                                                                |                                                                                                |                                                                                                |                                                                                                |                                                                                                |
| 43:43                                                                                          |                                                                                                |                                                                                                |                                                                                                |                                                                                                |                                                                                                |                                                                                                |                                                                                                |                                                                                                |                                                                                                |

### VHS/DVD
Les clips sont dans l'ordre chronologique des tournages.
| DVD-Video bonus | DVD-Video bonus         | DVD-Video bonus | DVD-Video bonus | DVD-Video bonus | DVD-Video bonus | DVD-Video bonus | DVD-Video bonus | DVD-Video bonus | DVD-Video bonus |
| No              | Titre                   | Durée           |                 |                 |                 |                 |                 |                 |                 |
| --------------- | ----------------------- | --------------- | --------------- | --------------- | --------------- | --------------- | --------------- | --------------- | --------------- |
| 1.              | She's So High           | 3:57            |                 |                 |                 |                 |                 |                 |                 |
| 2.              | There's No Other Way    | 3:43            |                 |                 |                 |                 |                 |                 |                 |
| 3.              | Bang                    | 3:41            |                 |                 |                 |                 |                 |                 |                 |
| 4.              | Popscene                | 3:01            |                 |                 |                 |                 |                 |                 |                 |
| 5.              | For Tomorrow            | 4:28            |                 |                 |                 |                 |                 |                 |                 |
| 6.              | Chemical World          | 4:00            |                 |                 |                 |                 |                 |                 |                 |
| 7.              | Sunday Sunday           | 2:43            |                 |                 |                 |                 |                 |                 |                 |
| 8.              | Girls and Boys          | 4:24            |                 |                 |                 |                 |                 |                 |                 |
| 9.              | Parklife                | 3:23            |                 |                 |                 |                 |                 |                 |                 |
| 10.             | To the End              | 3:58            |                 |                 |                 |                 |                 |                 |                 |
| 11.             | End of a Century        | 3:06            |                 |                 |                 |                 |                 |                 |                 |
| 12.             | Country House           | 4:02            |                 |                 |                 |                 |                 |                 |                 |
| 13.             | The Universal           | 4:05            |                 |                 |                 |                 |                 |                 |                 |
| 14.             | Stereotypes             | 3:20            |                 |                 |                 |                 |                 |                 |                 |
| 15.             | Charmless Man           | 3:44            |                 |                 |                 |                 |                 |                 |                 |
| 16.             | Beetlebum               | 5:12            |                 |                 |                 |                 |                 |                 |                 |
| 17.             | Song 2                  | 2:09            |                 |                 |                 |                 |                 |                 |                 |
| 18.             | On Your Own             | 4:49            |                 |                 |                 |                 |                 |                 |                 |
| 19.             | M.O.R.                  | 3:42            |                 |                 |                 |                 |                 |                 |                 |
| 20.             | Tender                  | 6:08            |                 |                 |                 |                 |                 |                 |                 |
| 21.             | Coffee and TV           | 6:11            |                 |                 |                 |                 |                 |                 |                 |
| 22.             | No Distance Left to Run | 5:37            |                 |                 |                 |                 |                 |                 |                 |
| 89:35           |                         |                 |                 |                 |                 |                 |                 |                 |                 |

## Crédits
| - Damon Albarn : chant, claviers, guitare - Graham Coxon : chant, guitare - Alex James : basse, guitare - Dave Rowntree : batterie - Richard Edwards : trombone - Roddy Lorimer : bugle - Phil Daniels : chant - The London Community Gospel Choir : chœurs | - Production : Blur, Stephen Street, Steve Lovell, Steve Power, Ben Hillier, John Smith - Production (additionnelle) : William Orbit, Stephen Hague - Production (assistants) : Julia Gardner, Tom Girling - Ingénierie : Jason Cox, John Smith - Ingénierie (additionnelle) : Stephen Hague, Stephen Street, William Orbit, Julia Gardner, Tom Girling - Ingénierie (assistants) : Addi 800, Gerard Navarro, Iain Roberton - Programmation : Damian LeGassick, Sean Spuehler - Direction artistique, design : Dan Poyner, Jeremy Plumb - Illustration (portraits) : Julian Opie - Photographie : Greg Williams |